# Субботін Михайло Федорович
Михайло Федорович Субботін (28 червня 1893 — 26 грудня 1966) — радянський астроном, член-кореспондент АН СРСР (1946).

## Життєпис
Народився у місті Остроленка (нині Польща). Закінчив у 1914 Варшавський університет і був залишений при ньому для підготовки до професорського звання. У 1912—1915 працював у Варшавському університеті, в 1915—1922 викладав у Донському політехнічному інституті. У 1922—1930 — директор Ташкентської обсерваторії і професор Середньоазіатського університету, в ці ж роки займався питаннями організації Міжнародної широтної станції в Китабі, замість Чарджуйської, котра припинила своє існування. У 1930—1960 працював у Ленінградському університеті (в 1930—1935 завідував кафедрою астрономії, з 1935 — кафедрою небесної механіки; в 1933—1941 — декан математико-механічного факультету, в 1934—1939 — директор обсерваторії університету). У 1931—1934 працював також у Пулковській обсерваторії, очолював теоретичний сектор. З 1942 працював у Інституті теоретичної астрономії АН СРСР (в 1942—1964 — директор).
Основні наукові роботи належать до небесної механіки і теоретичної астрономії. Засновник ленінградської школи небесних механіків. За ініціативою Субботіна в Інституті теоретичної астрономії АН СРСР був організований відділ прикладної небесної механіки, що відіграв велику роль у вирішенні проблем запуску штучних супутників Землі. Субботін удосконалив метод розв'язання рівнянь Ейлера—Ламберта для знаходження елементів орбіт і зробив його практично застосовним. Модифікував метод поліпшення орбіт за великим числом спостережень. Досліджував задачу двох тіл зі змінними масами. Дав рішення задачі знаходження вікових нерівностей у вигляді рядів за ступенями ексцентриситету планети, що збурює. Низка робіт Субботіна присвячені прикладній та обчислювальній математиці. Займався також питаннями астрометрії: розвинув ідею залучення спостережень малих планет для визначення орієнтації системи координат зоряного каталогу, запропонував методи визначення систематичних помилок зоряного каталогу.
У «Курсі небесної механіки» (т. 1-3, 1933, 1937, 1949) Субботін вперше російською мовою досить повно виклав основні питання небесної механіки. Автор низки фундаментальних досліджень з історії астрономії. Був головним редактором «Астрономічного щорічника СРСР», «Трудов» і «Бюлетеня», видаваних Інститутом теоретичної астрономії АН СРСР. Проводив велику педагогічну роботу.
Займався живописом, де досяг рівня художника-професіонала.
Іменем Субботіна названий кратер на Місяці та мала планета 1692 Subbotina.